# 帕斯卡 (麵包)

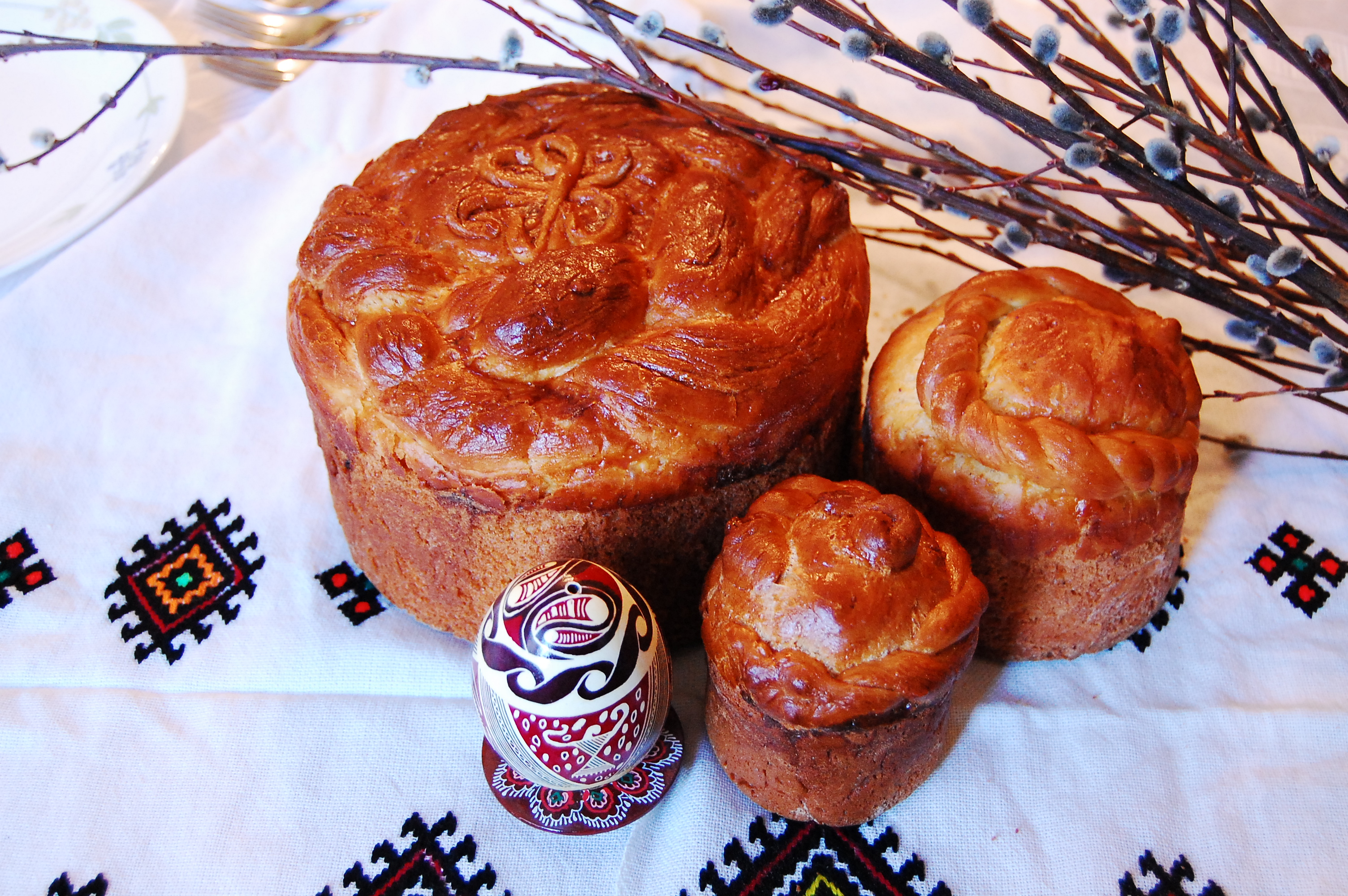
帕斯卡

帕斯卡（Paska）是烏克蘭、羅馬尼亞、波蘭、斯洛伐克等中歐和東歐國家的基督教徒在復活節期間食用的麵包。帕斯卡由黃油、雞蛋和砂糖製作而成。帕斯卡的特徵是帶有眾多基督教教義含義。例如帕斯卡內部為黃色和白色的渦輪圖案，象徵基督的復活。白色則代表聖靈。